# Kikou Yamata
Kikou Yamata (山田 菊, Yamata Kiku, 15 mars 1897 - 12 mars 1975) est une femme de lettres  française de père japonais.

## Biographie
Kikou Yamata est née à Lyon le 15 mars 1897. Ses parents sont Yamada Tadazumi et Marguerite Varot. Son père est un diplomate japonais, natif de Nagasaki, son père a appris le français auprès de Léon Dury à Tokyo, puis à Kyoto, il a rencontré Émile Guimet qui l'apprécie et lui propose ensuite de venir étudier à Lyon comme élève de l'école de La Martinière de Lyon. Il est nommé consul du Japon à Lyon.
Sa famille rentre au Japon en 1908. Après une enfance passée à Tokyo, elle fait, à 26 ans, son entrée dans les salons littéraires parisiens et devient vite « la » Japonaise pour la société parisienne de l'époque, d'autant plus qu'elle parle un français parfait : les habitués des salons de Mme Lucien Muhlfeld ou de la duchesse de la Rochefoucauld se passionnent pour les explications que Mademoiselle « Chrysanthème » (菊, kiku) donne sur le Japon, pays alors surtout connu en France au travers des romans de Pierre Loti.
Elle rencontre les grandes figures du monde littéraire parisien, André Maurois, Anna de Noailles, Jacques Chardonne, Jean Cocteau, Léon-Paul Fargue et Paul Valéry. Yamata devient célèbre avec Masako, roman publié en 1925.
Parallèlement à sa carrière littéraire, Kikou Yamata continue aussi à faire connaître l'art du bouquet japonais, l'ikebana, dont elle a été la pionnière en France.
Kikou Yamata quitte Paris pour le Japon en 1939. Après la guerre, elle revient en France, et renoue avec la littérature. Les deux ouvrages qu'elle écrit en 1953, Trois Geishas et surtout la Dame de Beauté, finaliste malheureux du Prix Femina, connaissent un grand succès en France.
Elle est faite Chevalier de la Légion d'honneur en 1957, et meurt à Genève en Suisse le 12 mars 1975.
Elle laisse une œuvre où trois thèmes dominent : 
- la description du Japon et de son histoire ;
- la femme japonaise, figure puissante, à l'opposé de la mousmé de Loti, et que Kikou Yamata dépeint au fil de l'évolution historique du Japon, de la période prébouddhique au XXe siècle ;
- la dualité de sa propre existence franco-japonaise, ni totalement occidentale, ni totalement orientale, et pourtant sommée par le cours de son histoire d'assumer l'une ou l'autre de ces identités.

## Œuvres
- 1918 : Ballades et Promenades
- 1924 : Sur des Lèvres Japonaises
- 1925 : Masako,  lire en ligne sur Gallica
- 1927 :
  - Le Shoji, intimités et profils japonais
  - Les Huit Renommées
  - Vers L'Occident, proses
- 1928 : Le Roman de Genji, traduction du roman de Murasaki Shikibu
- 1929 :
  - Shizouka, princesse tranquille
  - Saisons Suisses
- 1930 :
  - Japon Dernière Heure
  - La Trame au Milan d'Or
- 1931 : La Vie du Général Nogi
- 1934 : Vies de Geishas
- 1937 : Mille Cœurs en Chine
- 1941 : Le Christ de bronze ou la mort d'un fondeur de Namban, traduction du roman de Yoshirō Nagayo
- 1942 : Au Pays de la Reine
- 1950 : Écrivains de Paris
- 1953 :
  - La Dame de Beauté
  - Trois Geishas
- 1955 : Le Japon des Japonaises
- 1956 : Le Mois sans Dieux
- 1957 : Rikkas du Japon
- 1958 : Histoire d'Anières
- 1960 :
  - L'Art du Bouquet
  - Deux Amours Cruelles, traduction de deux nouvelles de Jun'ichirō Tanizaki, Shunkinshô et Ashikari
- 1962 :
  - Quatre Nouvelles Insolites
  - Retour au Pays, traduction de Kikyô par Jirō Osaragi

Le fonds d'archives de Kikou Yamata (papiers personnels, correspondances, œuvres, papiers littéraires) est conservé à la Bibliothèque de Genève.